# Киллик (река)
Киллик (англ. Killik River) — крупная река на севере штата Аляска, США. Протекает по территории зоны переписи населения Юкон-Коюкук (в верхнем течении) и боро Норт-Слоп (в нижнем течении).
Берёт начало в горах Эндикотт (часть хребта Брукса), в северной части национального парка Гейтс-оф-те-Арктик. Течёт преимущественно в северном направлении. Впадает в реку Колвилл в 84 км к юго-западу от невключённой территории Умиат. Крупные притоки: Эйприл-Крик, Истер-Крик и Ококмилага (80 км). Длина реки Киллик составляет 169 км.